# Mario Kart Wii
Mario Kart Wii (マリオカートWii?, Mario Kāto Wii) è un videogioco di guida del 2008 sviluppato e commercializzato da Nintendo per il Wii. Il gioco è il sesto episodio della serie di Mario Kart, dove i giocatori partecipano a corse con kart, auto e moto, utilizzando degli oggetti per ostacolare gli avversari. Offre 8 Gran premi composti da 4 piste, una modalità battaglia, e una modalità Wi-Fi dove, fino al maggio 2014, si poteva competere con avversari su Internet.
Il gioco ha avuto un'ottima accoglienza, grazie alla sua modalità online, il suo gameplay innovativo e le sue piste, ma è stato criticato per il cattivo bilanciamento degli oggetti. È il secondo gioco di Mario Kart più venduto della storia (dopo Mario Kart 8), classificandosi al sedicesimo posto tra i videogiochi più venduti in assoluto (37 380 000 copie a settembre 2020).

## Modalità di gioco
- Gran premio (1 giocatore): in questa modalità, il giocatore gareggerà contro altri 11 piloti guidati dalla CPU. Alla fine di ogni gran premio il giocatore verrà premiato con un trofeo d'oro, d'argento o di bronzo in base al suo piazzamento, e gli verranno assegnati dei voti in ordine crescente in base alla sua abilità: E, D, C, B, A, 1 stella, 2 stelle, e 3 stelle, che verranno mostrati durante le gare online. Dopo aver completato tutti i Gran premi con la cilindrata 50 cc, premendo + si potranno usare anche le moto; analogamente, dopo aver completato tutti i Gran premi con la cilindrata 100 cc, si potranno usare i kart. Il Gran premio ammette quattro diverse cilindrate, che fungono da gradi di difficoltà: 50 cc, 100 cc, 150 cc e speculare, sbloccata ottenendo un trofeo d'oro in tutti i Gran premi con tutte le diverse cilindrate.
- Prova a tempo (1 giocatore): il giocatore deve stabilire i suoi record personali nelle piste dei Gran premi; battendo i tempi stabiliti degli staff della Nintendo verranno sbloccati fantasmi degli staff esperti e battendoli si sbloccheranno personaggi e veicoli nuovi. Si può anche gareggiare in solitaria per stabilire un tempo proprio, che verrà salvato grazie ai dati fantasma, inviabile agli amici tramite Wi-Fi.
- Corsa sfida (da 1 a 4 giocatori in locale, da 1 a 12 giocatori online): i giocatori possono giocare secondo le loro impostazioni in due tipi di corsa sfida: la Corsa individuale, simile ad un Gran Premio, dove ognuno gareggia per sé, e la Corsa a squadre, dove due squadre, la blu e la rossa, ognuna formata da 6 membri, si sfidano per ottenere più punti, dati dalla somma dei punti ottenuti dal posizionamento dei componenti della squadra.
- Battaglia (da 1 a 4 giocatori in locale, fino a 12 giocatori online): anche in questa modalità ci sono la squadra rossa e la squadra blu, ognuna composta da 6 membri. Vince chi ottiene più punti. Si possono usare solo il Kart standard e la Moto standard.
  - Battaglia a palloncini: i giocatori devono usare degli oggetti per far scoppiare i 3 palloncini a disposizione di ogni giocatore dell'altra squadra. Quando un giocatore perde 3 palloncini la sua squadra perde un punto. Quando un giocatore fa scoppiare un palloncino di un avversario, la sua squadra guadagna un punto.
  - Corsa per le monete: vince la squadra che riesce a raccogliere più monete. Se si viene colpiti da un oggetto si perdono alcune monete, l'ammontare dipende dalla potenza dell'oggetto (esempio: una banana fa perdere 3 monete, il blocco POW fa perdere la metà delle monete raccolte).

Sebbene presente nella versione beta del gioco, è stata abbandonata (e mai più riproposta) la modalità Missione, presente invece nel titolo precedente, ovvero Mario Kart DS.
Nel corso delle varie modalità - che sia il Gran Premio, la Corsa sfida, la Prova a Tempo o la Battaglia - è possibile usare vari power-up per poter meglio raggiungere la vittoria. Gli oggetti vengono attivati quando il giocatore guida contro i cubi oggetti, ossia dei cubi celesti contrassegnati da un punto interrogativo.
I dati di gioco possono essere salvati. I progressi vengono salvati in maniera automatica dopo la fine di una competizione completa.

### Controllo
Il gioco riprende il motore grafico di Mario Kart: Double Dash!! con qualche miglioramento. È possibile controllare il proprio veicolo in 4 modi diversi:

Screenshot di una gara in Mario Kart Wii

1. Telecomando Wii di lato opzionalmente incastonato nella Wii Wheel, che simula un volante.
2. Controller per GameCube.
3. Classic controller e Classic Controller Pro.
4. Telecomando Wii + Nunchuck.

I controlli generali comprendono accelerazione, sterzo, freno, retromarcia, guardare dietro il kart e utilizzare i power-up catturati dal giocatore. Quando il veicolo raggiunge la massima velocità, durante una curva, tenendo premuto il pulsante del freno, si potrà effettuare una derapata, sterzando senza perdere velocità. 

#### Controlli avanzati
- Partenza a razzo: premendo il pulsante dell'accelerazione quando il timer della partenza sta per arrivare all'1, il kart riceverà una spinta che può variare di potenza in base a quando si è premuto l'acceleratore. Se l'acceleratore viene premuto troppo presto, il kart "esploderà" in una nube di fumo nero e il giocatore sarà abilitato a muoversi solo dopo 2-3 secondi.
- Mini-Turbo e Super Mini-Turbo: Quando il pilota eseguirà una derapata più prolungata potrà eseguire un mini-turbo ed eseguendo una derapata ancora più prolungata si eseguirà un Super Mini-Turbo. Per le moto è disponibile solo il Mini-turbo, mentre per i Kart si può utilizzare anche il Super mini-turbo.
- Acrobazia: Quando il pilota sale su una rampa, mentre è in volo deve scuotere il telecomando; quando ritornerà a terra, il veicolo avrà una piccola spinta.
- Impennata: Le moto possono eseguire delle impennate: alzando leggermente il telecomando Wii, la moto andrà più veloce per un tempo limitato, per concludere l'impennata bisogna abbassare il Wiimote. Se si eseguirà una derapata o se la moto non ha raggiunto una velocità abbastanza alta, non sarà possibile eseguire un'impennata. Inoltre se un nemico ti colpisce con il suo veicolo la moto rallenterà.

### Online
La modalità Wi-Fi del gioco ha consentito a uno o due giocatori di intraprendere sfide online alle quali possono partecipare fino a 12 giocatori di tutto il mondo. Con la modalità Wi-Fi è stato possibile stringere fino a 30 amicizie, scambiandosi il proprio codice Mario Kart. Il gioco ha mostrato la nazionalità e il nome dell'avversario prima di ogni sfida. In questo caso, il nome del giocatore è diventato automaticamente "Player" e il Mii è diventato un Mii casuale. Inoltre, il gioco ha potuto chiedere di installare il Canale Mario Kart, da cui si potevano scaricare i fantasmi di altri giocatori e di campioni mondiali o continentali, battere i loro record e partecipare ad eventi speciali (gare mondiali).
Dal 20 maggio 2014 non è più possibile giocare partite online sfruttando il servizio Nintendo Wi-Fi Connection in quanto Nintendo ha definitivamente disattivato i server.
Nonostante il supporto ufficiale al gioco online sia terminato nel 2014, la community di appassionati ha continuato a mantenerlo attivo attraverso modifiche non ufficiali. Tra queste, spicca Wiimmfi, una piattaforma che ha ripristinato la funzionalità del gioco online. Un'altra iniziativa significativa è CTGP-R, una mod sviluppata da MrBean35000vr e Chadderz, che introduce numerosi contenuti aggiuntivi. Tra le novità vi sono circuiti inediti, modalità di gioco alternative come Countdown e Item Rain, e la possibilità di partecipare a gare fino a 24 giocatori.

## Personaggi
In tutti i precedenti giochi della serie di Mario Kart, in una corsa potevano gareggiare solo otto personaggi, in Mario Kart Wii, invece, ne possono gareggiare dodici. Questi sono divisi in tre classi: Piccoli, Medi e Grandi. Ogni classe ha 8 giocatori, di cui la metà è sbloccabile, vincendo determinati trofei o giocando un determinato numero di partite.
Un'altra novità è che tutti i personaggi dello stesso peso usano gli stessi veicoli con colorazioni diverse in base al personaggio.
- Personaggi piccoli: Toad, Toadette, Tartosso, Koopa Troopa, Baby Peach, Baby Mario, Baby Luigi, Baby Daisy.
- Personaggi medi: Mario, Luigi, Yoshi, Peach, Daisy, Diddy Kong, Bowser Jr., Strutzi.
- Personaggi grandi: Wario, Waluigi, Bowser, Donkey Kong, Funky Kong, Re Boo, Rosalinda, Skelobowser.

Con il raggiungimento di specifici traguardi verranno sbloccati i Personaggi Mii, che verranno classificati in base all'altezza e al peso impostati alla creazione del Mii. I personaggi Mii sono giocabili in due varianti e con due diverse divise: Divisa A (con pantaloni standard) e Divisa B (con pantaloni e bretelle).

## Veicoli
In Mario Kart Wii sono disponibili 36 veicoli: 18 kart e 18 moto. All'inizio del gioco, il giocatore avrà a disposizione 3 kart e 3 moto, una per ogni peso.
Ogni veicolo ha sei statistiche fondamentali:
- Velocità: indica la rapidità che il veicolo può raggiungere.
- Peso: riguarda il peso del veicolo. I veicoli più pesanti sono avvantaggianti: infatti sarà più facile per loro buttare gli avversari più leggeri fuori pista. Le motociclette sono di solito più leggere dei kart ma ci sono delle eccezioni, soprattutto fra classi dimensionali.
- Accelerazione: ossia il tempo che impiega il veicolo per raggiungere la velocità massima dopo essere ripartiti.
- Maneggevolezza: cioè la comodità nel guidare il veicolo; ad esempio, se il veicolo, nelle curve strette, sterzerà in modo adeguato la maneggevolezza sarà alta.
- Derapata: il valore di questa statistica sarà alto se nelle curve la manovra sarà regolare.
- Fuoristrada: individua la velocità massima del veicolo quando si trova su un terreno accidentato (la velocità fuoristrada è più bassa di quella normale).
- Miniturbo: ovvero l'efficacia e la velocità di un miniturbo (questo valore sarà "attivo" solo se viene scelta l'opzione della derapata manuale).

## Trofei e circuiti
Mario Kart Wii contiene 32 circuiti: sedici nuovi e sedici provenienti dai giochi precedenti, divisi in 8 trofei. Come per i personaggi e i kart, alcuni trofei andranno sbloccati.
I trofei Rétro includono circuiti già comparsi nei precedenti giochi della serie, con l'aggiunta di più dettagli e con la rinnovazione della grafica. Ogni percorso rétro, davanti al nome, ha una sigla che indica il gioco di debutto del circuito:
- SNES: ovvero i percorsi che sono debuttati in Super Mario Kart per il Super Nintendo Entertainment System.
- N64: ovvero i percorsi che sono debuttati in Mario Kart 64 per il Nintendo 64.
- GBA: ovvero i percorsi che sono debuttati in Mario Kart: Super Circuit per il Game Boy Advance.
- GCN: ovvero i percorsi che sono debuttati in Mario Kart: Double Dash!! per il GameCube.
- DS: ovvero i percorsi che sono debuttati in Mario Kart DS per il Nintendo DS.